# Ночной экипаж
«Ночной экипаж» — советская драма 1987 года режиссёра Бориса Токарева по сценарию Анатолия Усова. Снят Творческим объединением «Товарищ» на киностудии «Мосфильм». В широкий прокат картина вышла 17 ноября 1987 года.

## Сюжет
Герои фильма — учащийся ПТУ по прозвищу Петух, второгодник Балда и начитанный Малыш — в один из июньских вечеров стремятся весело провести время. Вначале, нарушив веселье десятиклассников, въезжают на лошади в зал, где проходит выпускной вечер, и затевают драку. А увидев милицейскую машину, друзья обращаются в бегство и угоняют такси. Позже они маскируют такси под обычную машину и меняют номера. Это видит  одноклассница Балды Нина по прозвищу Мадонна (дочка директора школы), она отправляется с ними кататься по ночной Москве. Потом ребята прихватывают с собой медсестру Катю, которая едва с ними знакома. Петляя по городу на краденой машине, подстёгиваемые то азартом, то страхом, они совершают странные, подчас немотивированные поступки и не задумываются о последствиях. Ночное путешествие оканчивается трагически, гибнут Нина и Малыш. И чудом оставшийся в живых Петух вряд ли сможет избавиться от угрызений совести…

## В ролях
- Игорь Пьянков — Сергей Петухов («Петух»), учащийся ПТУ (озвучивание — Сергей Быстрицкий)
- Фёдор Переверзев — Николай Головин («Балда»), второгодник
- Павел Лопуховский — Сазонов («Малыш», «Молодой»), самый младший и самый начитанный из тройки друзей
- Анастасия Деревщикова — Нина Мадонова («Мадонна»), дочь директора школы (озвучивание — Ольга Сирина)
- Людмила Гладунко — Вера Игоревна Мадонова, директор школы, мать Нины
- Николай Рыбников — Никитин, таксист
- Михаил Кокшенов — милиционер
- Александр Кузьмичёв — отец «Ляли»
- Ольга Кабо — медсестра Катя
- Надежда Смирнова — «Ляля», выпускница, первая красавица школы
- Наталья Рахвалова — Маша, старшая пионервожатая
- Василий Петренко — таксист
- Николай Максимов — милиционер
- Дмитрий Усачёв — Виталий
- Александр Вигдоров — доктор
- Мария Виноградова — учительница
- Наталья Величко — учительница
- Марина Лобышева-Ганчук — учительница
- Михаил Чигарёв — один из родителей
- Виталий Зикора — Юрий, отец Нины
- Надежда Матушкина — жена Юрия
- Виктор Уральский — хозяин лошади
- Музыканты на выпускном вечере:
  - Александр Арзамасков
  - Андрей Большаков
  - Сергей Попов
  - Александр Грановский
  - Игорь Молчанов
  - Кирилл Покровский
- Борис Токарев — эпизод (не указан в титрах)

## Съёмочная группа
- Автор сценария: Анатолий Усов[1]
- Режиссёр-постановщик: Борис Токарев
- Оператор-постановщик: Алексей Найдёнов
- Художник-постановщик: Виктор Юшин
- Композитор: Николай Левиновский
- Звукооператор: Л. Беневольская
- Инструментальный ансамбль под управлением Николая Левиновского
- Рок-группа «Мастер», руководитель Андрей Большаков
- В фильме использованы песни И. Дунаевского, А. Большакова, А. Грановского
- Режиссёры: А. Григорьев, Г. Попова
- Оператор: В. Гордон
- Художник по костюмам: Н. Саркисова
- Монтажёр: Р. Рогаткина
- Художник-гримёр: Е. Прокофьева
- Комбинированные съёмки:
  - оператор: В. Жданов
  - художник: А. Рудаченко
- Редактор: Э. Корсунская
- Музыкальный редактор: М. Бланк
- Постановщик трюков: Сергей Воробьёв
  - Каскадёры: О. Дурыгин, К. Демахин, Н. Рощин
- Директор картины: Михаил Орлов

## Критика
В 1988 году в июньском номере журнала «Спутник кинозрителя» кинокритик Виктор Дёмин заключил, что картина о том, как мы не знаем себя, особенно в шестнадцать лет, с неустоявшимся характером и увлечениями, которые ещё не проверены жизнью.